# Idade de Ouro da cultura judaica no Al-Andalus

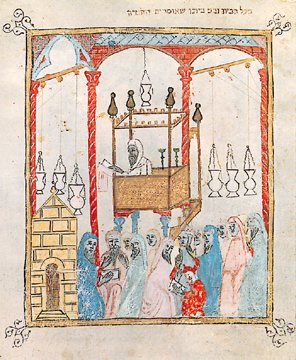
Um cantor lendo ao Pessach no Al-Andalus, numa Hagadá de Barcelona do século XIV.

A Idade de Ouro da cultura judaica no Al-Andalus refere um período da história durante o qual uma parte importante da Península Ibérica esteve sob governo muçulmano e reinou uma tolerância geral para a sociedade judaica, o qual favoreceu o florescimento da sua cultura, religião e economia.
A natureza e a duração desta "Idade de Ouro" é objeto de debate. Segundo alguns estudiosos, o seu começo poderia situar-se:
- Entre 711—718, após a conquista dos omíadas.
- Em 912, sob o governo de Abderramão III.

Para o seu final, as datas propostas são:
- 1031, com o final do Califado de Córdova.
- 1066, data do massacre de judeus em Granada.
- 1090, com a conquista almorávida.
- Meados do século XII, com a invasão almóada.

## A natureza da Idade de Ouro
O tratamento outorgado aos não muçulmanos durante o Califado de Córdova foi objeto de debate, especialmente o fato de existir uma época de coexistência pacífica entre muçulmanos e não muçulmanos. Foi argumentado que os judeus (e outras minorias religiosas) viveram uma época de tolerância, respeito e harmonia sob o governo muçulmano que não aconteceu no restante da Europa ocidental cristã, o que ocasionaria esta "Idade de Ouro". Apesar do Al-Andalus ter tido uma importância chave para a sociedade judaica durante a Alta Idade Média, gerando importantes figuras e uma das comunidades judaicas mais ricas e estáveis, não há acordo entre os acadêmicos a respeito de se esta convivência entre judeus e muçulmanos era realmente uma convivência real inter-religiosa, ou se, no fundo, o tratamento que receberam foi similar ao dado em outros lugares durante a mesma época.
María Rosa Menocal, especialista em literatura ibérica na Universidade de Yale, comentou que "a tolerância era um aspecto inerente da sociedade andaluzi". No seu livro, The jewel of the world, Menocal defende que os judeus dhimmidas que viviam sob o governo do Califado, apesar de possuírem menos direitos que os muçulmanos, estavam melhor  que em outras partes da Europa cristã. Judeus do restante da Europa emigraram para o Al-Andalus, no que conviviam com uma tolerância muito relativa.
Bernard Lewis argumenta, que, embora frequentemente se mencione a convivência inter-religiosa sob governo muçulmano durante a Idade Média, isto é apenas um mito criado por apologistas muçulmanos e partidários do Islão, pois, como poderia alguém dar o mesmo tratamento àqueles que se submetem à verdadeira fé e aos que voluntariamente a recusam? Isto seria considerado como um descumprimento do dever."
Mark Cohen, professor de estudos do Oriente Próximo na Universidade de Princeton, no seu livro  Under Crescent and Cross , afirma que "o mito duma utopia inter-religiosa" foi promulgado em primeiro lugar por historiadores judeus, como Heinrich Graetz no século XIX como um reproche para os países cristãos (especialmente a Europa do Leste) pelo seu comportamento para os judeus. Esta visão não foi posta em dúvida até ser adotada pelos árabes como "uma arma propagandística contra o sionismo", para mostrar que o estabelecimento do moderno estado de Israel destroçou a suposta harmonia entre judeus e árabes existente na Palestina sob o Império Otomano. Esta "exploração árabe da polêmica" foi ligada ao "contra-mito" da "neo-lacrimosa concepção da história árabo-judaica" por historiadores como Bat Yeor, que "também não pode ser mantido dadas as circunstâncias da realidade histórica".
Frederick Schweitzer e Marvin Perry concordam em que há duas concepções do que foi realmente o status judeu sob o Islão: a tradicional "Idade de Ouro" e a revisionista "perseguição e pogrom". Alegam que esta visão idealizada dos historiadores judeus do século XIX foi recolhida pelos muçulmanos árabes após 1948 como "uma arma árabe-islamista no que basicamente é uma luta ideológica e política contra Israel" e ignora "um catálogo menos conhecido de massacres e ódios", incluindo os pogrons contra os judeus em Córdova em 1011 e em Granada em 1066.

## Nascimento da Idade de Ouro
Em 589, os Visigodos cristãos da Hispânia efetuaram uma severa perseguição contra os judeus; consequentemente, no século VIII, os judeus receberam os conquistadores árabo-muçulmanos com os braços abertos, e, sobretudo, os Berberes. As cidades conquistadas, como Córdova, Málaga, Granada, Sevilha, e Toledo foram brevemente submetidas e postas sob domínio dos seus habitantes judeus, que foram armados pelos invasores mouros. Após a vitória, os invasores retiraram todas as restrições visigodas e garantiram a liberdade religiosa, em troca do pagamento de um dinar de ouro por cabeça (gízia).
Começou assim um período de tolerância para os judeus, cujo número incrementar-se-ia consideravelmente devido à imigração procedente da África. Especialmente após 912, durante o reinado de Abderramão III e o seu filho, Aláqueme II, os judeus prosperaram, dedicando-se ao serviço do Califado de Córdova, ao estudo das ciências, e ao comércio e à indústria. A expansão econômica dos judeus foi muito importante. Em Toledo, participaram na tradução de textos árabes para as línguas romances, bem como do grego e do hebraico para o árabe. Os judeus contribuíram para a botânica, a geografia, a medicina, as matemáticas, a poesia e a filosofia.
O ministro e físico da Corte de Abderramão III foi Hasdai ben Isaac ibn Shaprut, o patrão de Menahem ben Saruq, Dunash ben Labrat, e outros eruditos e poetas judeus. O pensamento judeu floresceu com figuras como Samuel Ha-Nagid, Moses ibn Ezra, Salomão ibn Gabirol, Judah Halevi e Maimônides. Durante o reinado de Abderramão III, o erudito Moses ben Enoch foi designado rabi de Córdova, e, como consequência, Al-Andalus converteu-se no centro do estudo do Talmude , e Córdova no ponto de encontro dos sábios judeus.
Durante um tempo, os judeus gozaram de uma autonomia parcial como dhimmidas, graças ao pagamento da gízia, a qual era administrada separadamente do zakat, o qual era pago por muçulmanos. A gízia foi considerada um pagamento por não emprestar o serviço militar, como um tributo, etc. Os judeus tinham o seu próprio sistema legal e os seus serviços sociais. As religiões monoteístas agrupadas sob o nome de Povos do Livro, eram toleradas, porém era evitada qualquer manifestação multitudinária ou que pudesse chamar a atenção, como as procissões de fé ou os sinos.

## Fim da chamada "Idade de Ouro"
Com a morte de Aláqueme II em 976, o Califado começa a dissolver-se, e a situação dos judeus tornou-se mais precária sob o governo dos reinos de taifas. A primeira perseguição importante foi o massacre de Granada em 1066, a crucificação do vizir Joseph ibn Naghrela e o massacre da maior parte da população judaica da cidade. "Mais de 1500 famílias judaicas, ou seja, ao redor de 4 000 pessoas, morreram num dia." Esta foi a primeira perseguição dos judeus da Península sob o governo islâmico.
A princípios de 1090 a situação piora com a invasão dos Almorávidas, uma seita puritana procedente de Marrocos. Sob o seu governo, alguns judeus prosperaram (sobretudo sob Ali ibne Iúçufe, mais que com  seu pai Iúçufe ibne Taxufine). Entre aqueles que ostentaram o título de vizir ou "nasi" à época dos Almorávidas, encontrava-se o poeta e físico Abu Aiube Salomão ibne Almualame, Ibraim ibne Meir ibne Camnial, Abu Isaac ibne Muajar, e Salomão ibne Faruçal (embora este último fosse assassinado a 2 de maio de 1108). Os Almorávidas foram expulsos da Península em 1148, mas o seu lugar seria ocupado pelos almóadas, que eram até mesmo mais puritanos. Sob o seu governo, muitos judeus foram obrigados a aceitar o Islão; os conquistadores usurparam as suas propriedades e as suas famílias, que seriam vendidos como escravos. A maioria das instituições educacionais judaicas foram fechadas e as sinagogas destruídas.
Durante o reinado destas dinastias berberes, muitos judeus, e, até mesmo, alguns eruditos muçulmanos abandonaram o Alandalus e emigraram para Toledo, a qual fora reconquistada em 1085 por forças cristãs.
Vários eruditos judeus participaram na chamada Escola de tradutores de Toledo, que traduziu, pela primeira vez para o latim, os trabalhos de árabes tão notáveis quanto Averróis, ou do poeta e filósofo judeu Salomão Ibn Gabirol, conhecido como Avicebron. Quase 40 000 destes emigrados unir-se-iam às filas de Afonso VI de Castela na sua luta contra os Almorávidas, os quais também contavam com judeus entre as suas tropas.
Até mesmo após esta "Idade de Ouro" terminar, a comunidade judaica da Península Ibérica, conhecida como comunidade sefardita, continuou sendo a comunidade judaica mais importante do mundo (especialmente com o declínio da Academia de Babilônia, no Iraque). Eruditos como Maimônides, nascido em 1135, foram figuras fundamentais no judaísmo. A presença judaica na Península continuaria até a expulsão forçosa decretada pelos cristãos no Decreto de Alhambra, em 1492, e, pela Inquisição portuguesa em 1497.

## Figuras notáveis
- Abu Alfadle ibne Hasdai, filósofo e vizir da taifa de Saragoça.
- Abu Ruiz ibn Dahri lutou na guerra contra os Almóadas.
- Amram ben Isaac ibn Shalbib, erudito e diplomático ao serviço de Afonso VI de Castela.
- Bahya ibn Paquda, filósofo e autor de Chovot ha-Levavot
- Bispo Bodo-Eleazar; de acordo com a Enciclopédia Judaica, "um converso ao Judaísmo … [que]… viajou a Córdova, onde se afirma que exerceu o proselitismo entre os cristãos espanhóis."
- Dunash ben Labrat (920-990), poeta.
- Isaac ibn Albália, astrônomo e rabi em Granada
- Yequtiel ibn Isaac, ministro do rei em Saragoça, seria mais tarde executado.
- Joseph ibn Hasdai, poeta, pai de Abu Alfadle ibne Hasdai.
- Joseph ibn Migash, diplomático de Granada
- Maimônides, rabi, físico, e filósofo.
- Menahem ben Saruq
- Salomão Ibn Gabirol, poeta e filósofo.
- Moses ben Enoch
- Yehuda Halevi, poeta e filósofo.
- Abraão ibn Ezra, rabi e poeta.
- Moses ibn Ezra, filósofo e poeta.
- Benjamin de Tudela, viajante e explorador.
- Samuel ibn Nagrela, ministro do rei e poeta.
- Hasdai ibn Shaprut, físico real e estadista.